# 拓跋黎
拓跋黎（?—428年2月3日），魏道武帝拓跋珪第八子，生母段夫人，北魏宗室。

## 生平
天賜四年（407年）春二月，魏道武帝封拓跋黎為京兆王。始光五年春正月辛未（428年2月3日），拓跋黎去世。

## 儿子
- 拓跋根，北魏平北将军、江阳王

## 延伸阅读
[在维基数据编辑]
 《魏書/卷16》，出自魏收《魏书》
 《北史·卷016》，出自李延壽《北史》